# Tie Break Tens
Tie Break Tens es un formato de tenis de exhibición en el que solo se juegan partidos de desempate. No hay juegos ni sets, sólo partidos de tie-break y el ganador es el primer jugador que llega a los 10 puntos y lidera por un margen de dos. La mayoría de las demás reglas tradicionales del tenis son las mismas. El premio en metálico para organizaciones benéficas que se lleva todo el ganador es de 250.000 dólares estadounidenses por cada torneo. Es una versión de formato corto del tenis, similar a otras formas alternativas de deportes tradicionales, como el Cricket T20 y el rugby a siete.
El torneo inaugural Tie Break Tens tuvo lugar en el  Royal Albert Hall  el 5 de diciembre de 2015. Lo ganó Kyle Edmund, quien venció a Andy Murray en la final.
Desde entonces, se han jugado torneos en Viena, Madrid, Melbourne, Nueva York, Indian Wells y Dubai en los que los mejores profesionales del tenis actual del mundo compiten por el gran premio.

## Reglas
Tie Break Tens se juega utilizando las reglas tradicionales de desempate. Los jugadores ganan al llegar a 10 puntos (siempre que tengan un margen claro de dos puntos). Piedra, papel o tijera determina quién saca primero y desde qué extremo de la cancha juega. El jugador que gana el sorteo sirve primero. El otro jugador luego sirve dos veces y durante el resto del partido los jugadores alternan el servicio cada dos puntos. Los jugadores cambian de lado cada seis puntos. A los jugadores se les permite una cantidad ilimitada de desafíos de llamada de línea utilizando tecnología de revisión durante cada partido, hasta que se realice un desafío incorrecto. Después de esto, no se permiten más desafíos hasta el siguiente partido.

### Formato
Se utiliza un formato eliminatorio, con cuartos de final, semifinales y final.

## Ganadores
| AÑO  | UBICACIÓN    | CATEGORÍA            | GANADOR/ES                   | SUBCAMPEÓN/ES                   |
| ---- | ------------ | -------------------- | ---------------------------- | ------------------------------- |
| 2015 | Londres      | Individual masculino | Kyle Edmund                  | Andy Murray                     |
| 2016 | Viena        | Individual masculino | Dominic Thiem                | Andy Murray                     |
| 2017 | Madrid       | Individual femenino  | Simona Halep                 | Svetlana Kuznetsova             |
| 2017 | Madrid       | Individual masculino | Grigor Dimitrov              | Feliciano López                 |
| 2018 | Melbourne    | Individual masculino | Tomas Berdych                | Rafael Nadal                    |
| 2018 | Nueva York   | Individual femenino  | Elina Svitolina              | Shuai Zhang                     |
| 2019 | Indian Wells | Individual masculino | Milos Raonic                 | Stan Wawrinka                   |
| 2021 | Dubái        | Individual masculino | Zizou Bergs                  | Taylor Fritz                    |
| 2022 | Indian Wells | Individual femenino  | Amanda Anisimova             | Maria Sakkari                   |
| 2023 | Indian Wells | Dobles mixtos        | Aryna Sabalenka Taylor Fritz | Iga Swiatek Hubert Hurkacz      |
| 2024 | Indian Wells | Dobles mixtos        | Emma Navarro Ben Shelton     | Paula Badosa Stefanos Tsitsipas |
| 2025 | Indian Wells | Dobles mixtos        | Elena Rybakina Taylor Fritz  | Madison Keys Tommy Paul         |

## 2015: Londres
El torneo inaugural Tie Break Tens tuvo lugar el 5 de diciembre de 2015 en el Royal Albert Hall de Londres. Se utilizó un formato de todos contra todos, con seis jugadores divididos en dos grupos de tres. Se organizó en asociación con Champions Tennis y fue promovido por IMG con un premio de 250.000 dólares para el ganador. Andy Murray, John McEnroe, Tim Henman, David Ferrer, Kyle Edmund y el clasificado de Champions Tennis Xavier Malisse participaron en la competición. En la final, Edmund derrotó a Andy Murray 10-7 y se llevó el premio de 250.000 dólares, más del doble de sus ganancias de 2015.

## 2016: Viena
Tuvo lugar el 26 de octubre en el Wiener Stadthalle de Viena en formato individual masculino. 
| PARTICIPANTES      |
| ------------------ |
| Dominic Thiem      |
| Jo-Wilfried Tsonga |
| Tommy Haas         |
| Andy Murray        |
| Marcus Willis      |
| Goran Ivanišević   |

| RESULTADOS         | RESULTADOS | RESULTADOS | RESULTADOS         |
| Grupo A            | Grupo A    | Grupo A    | Grupo A            |
| ------------------ | ---------- | ---------- | ------------------ |
| Dominic Thiem      | 10         | 4          | Jo-Wilfried Tsonga |
| Dominic Thiem      | 10         | 3          | Tommy Haas         |
| Jo-Wilfried Tsonga | 10         | 6          | Tommy Haas         |
| Grupo B            |            |            |                    |
| Andy Murray        | 10         | 3          | Marcus Willis      |
| Andy Murray        | 10         | 7          | Goran Ivanišević   |
| Goran Ivanišević   | 8          | 10         | Marcus Willis      |
| Semifinales        |            |            |                    |
| Dominic Thiem      | 10         | 5          | Goran Ivanišević   |
| Andy Murray        | 10         | 7          | Jo-Wilfried Tsonga |
| Final              |            |            |                    |
| Dominic Thiem      | 10         | 5          | Andy Murray        |

## 2017: Madrid
Tuvo lugar el 4 de mayo en la Caja Mágica de Madrid y se disputaron tanto individuales femeninos como masculinos.
| PARTICIPANTES FEMENINAS |
| ----------------------- |
| Madison Keys            |
| Svetlana Kuznetsova     |
| Agnieszka Radwańska     |
| Garbiñe Muguruza        |
| Johanna Konta           |
| Simona Halep            |
| Monica Puig             |
| María Sharapova         |

| RESULTADOS FEMENINOS | RESULTADOS FEMENINOS | RESULTADOS FEMENINOS | RESULTADOS FEMENINOS |
| Cuartos de final     | Cuartos de final     | Cuartos de final     | Cuartos de final     |
| -------------------- | -------------------- | -------------------- | -------------------- |
| Madison Keys         | 10                   | 12                   | Svetlana Kuznetsova  |
| Agnieszka Radwańska  | 10                   | 5                    | Garbiñe Muguruza     |
| Johanna Konta        | 2                    | 10                   | Simona Halep         |
| Monica Puig          | 10                   | 6                    | María Sharapova      |
| Semifinales          |                      |                      |                      |
| Svetlana Kuznetsova  | 10                   | 6                    | Agnieszka Radwańska  |
| Simona Halep         | 10                   | 5                    | Monica Puig          |
| Final                |                      |                      |                      |
| Svetlana Kuznetsova  | 6                    | 10                   | Simona Halep         |

| PARTICIPANTES MASCULINOS |
| ------------------------ |
| Grigor Dimitrov          |
| Dan Evans                |
| Lucas Pouille            |
| Fernando Verdasco        |
| Tomas Berdych            |
| Jack Sock                |
| Stan Wawrinka            |
| Feliciano López          |

| RESULTADOS MASCULINOS | RESULTADOS MASCULINOS | RESULTADOS MASCULINOS | RESULTADOS MASCULINOS |
| Cuartos de final      | Cuartos de final      | Cuartos de final      | Cuartos de final      |
| --------------------- | --------------------- | --------------------- | --------------------- |
| Grigor Dimitrov       | 14                    | 12                    | Dan Evans             |
| Lucas Pouille         | 6                     | 10                    | Fernando Verdasco     |
| Tomas Berdych         | 12                    | 10                    | Jack Sock             |
| Stan Wawrinka         | 1                     | 10                    | Feliciano López       |
| Semifinales           |                       |                       |                       |
| Grigor Dimitrov       | 10                    | 8                     | Fernando Verdasco     |
| Tomas Berdych         | 8                     | 10                    | Feliciano López       |
| Final                 |                       |                       |                       |
| Grigor Dimitrov       | 10                    | 7                     | Feliciano López       |

## 2018: Melbourne
Tuvo lugar el 10 de enero en la Margaret Court de Melbourne días antes del comienzo de Abierto de Australia y fue en formato individuales masculinos
| PARTICIPANTES  |
| -------------- |
| Lleyton Hewitt |
| Novak Djokovic |
| Lucas Pouille  |
| Rafael Nadal   |
| Tomas Berdych  |
| Nick Kyrgios   |
| Milos Raonic   |
| Dominic Thiem  |

| RESULTADOS       | RESULTADOS       | RESULTADOS       | RESULTADOS       |
| Cuartos de final | Cuartos de final | Cuartos de final | Cuartos de final |
| ---------------- | ---------------- | ---------------- | ---------------- |
| Lleyton Hewitt   | 10               | 6                | Novak Djokovic   |
| Lucas Pouille    | 1                | 10               | Rafael Nadal     |
| Tomas Berdych    | 10               | 8                | Nick Kyrgios     |
| Milos Raonic     | 10               | 7                | Dominic Thiem    |
| Semifinales      |                  |                  |                  |
| Lleyton Hewitt   | 11               | 13               | Rafael Nadal     |
| Tomas Berdych    | 11               | 9                | Milos Raonic     |
| Final            |                  |                  |                  |
| Rafael Nadal     | 5                | 10               | Tomas Berdych    |

## 2018: Nueva York
Tuvo lugar el 5 de marzo en el Madison Square Garden de Nueva York en formato individuales femeninos. 
| PARTICIPANTES      |
| ------------------ |
| CoCo Vandeweghe    |
| Daniela Hantuchova |
| Venus Williams     |
| Elina Svitolina    |
| Serena Williams    |
| Marion Bartoli     |
| Sorana Cirstea     |
| Shuai Zhang        |

| RESULTADOS       | RESULTADOS       | RESULTADOS       | RESULTADOS         |
| Cuartos de final | Cuartos de final | Cuartos de final | Cuartos de final   |
| ---------------- | ---------------- | ---------------- | ------------------ |
| CoCo Vandeweghe  | 10               | 7                | Daniela Hantuchova |
| Venus Williams   | 3                | 10               | Elina Svitolina    |
| Serena Williams  | 10               | 5                | Marion Bartoli     |
| Sorana Cirstea   | 4                | 10               | Shuai Zhang        |
| Semifinales      |                  |                  |                    |
| CoCo Vandeweghe  | 0                | 10               | Elina Svitolina    |
| Serena Williams  | 11               | 13               | Shuai Zhang        |
| Final            |                  |                  |                    |
| Elina Svitolina  | 10               | 3                | Shuai Zhang        |

## 2019: Indian Wells
Tuvo lugar el 5 de marzo en el Estadio 2 de Indian Wells en formato individuales masculinos. 
| PARTICIPANTES |
| ------------- |
| Dominic Thiem |
| Stan Wawrinka |
| Gael Monfils  |
| Milos Raonic  |
| Taylor Fritz  |
| Rafael Nadal  |
| Marin Cilic   |
| David Goffin  |

| RESULTADOS       | RESULTADOS       | RESULTADOS       | RESULTADOS       |
| Cuartos de final | Cuartos de final | Cuartos de final | Cuartos de final |
| ---------------- | ---------------- | ---------------- | ---------------- |
| Dominic Thiem    | 5                | 10               | Stan Wawrinka    |
| Gael Monfils     | 7                | 10               | Milos Raonic     |
| Taylor Fritz     | 8                | 10               | Rafael Nadal     |
| Marin Cilic      | 11               | 9                | David Goffin     |
| Semifinales      |                  |                  |                  |
| Marin Cilic      | 3                | 10               | Milos Raonic     |
| Stan Wawrinka    | 13               | 11               | Rafael Nadal     |
| Final            |                  |                  |                  |
| Milos Raonic     | 10               | 6                | Stan Wawrinka    |

## 2021: Dubái
Tuvo lugar el 22 de octubre en el Coca-Cola Arena de Dubái y fue en formato individuales masculinos. 
| PARTICIPANTES       |
| ------------------- |
| Gael Monfils        |
| Benjamin Hassan     |
| Zizou Bergs         |
| Dustin Brown        |
| Taylor Fritz        |
| Simon Roberts       |
| Ramkumar Ramanathan |
| Dan Evans           |

| RESULTADOS       | RESULTADOS       | RESULTADOS       | RESULTADOS          |
| Cuartos de final | Cuartos de final | Cuartos de final | Cuartos de final    |
| ---------------- | ---------------- | ---------------- | ------------------- |
| Gael Monfils     | 11               | 9                | Benjamin Hassan     |
| Zizou Bergs      | 10               | 6                | Dustin Brown        |
| Simon Roberts    | 3                | 10               | Taylor Fritz        |
| Dan Evans        | 10               | 7                | Ramkumar Ramanathan |
| Semifinales      |                  |                  |                     |
| Gael Monfils     | 9                | 11               | Zizou Bergs         |
| Taylor Fritz     | 10               | 7                | Dan Evans           |
| Final            |                  |                  |                     |
| Zizou Bergs      | 11               | 9                | Taylor Fritz        |

## 2022: Indian Wells
Tuvo lugar el 8 de marzo en el estadio Indian Wells Tennis Garden en el marco de la celebración del Masters de Indian Wells y se desarrolló en el formato de individuales femeninos.
| PARTICIPANTES    |
| ---------------- |
| Amanda Anisimova |
| Paula Badosa     |
| Leylah Fernandez |
| Ons Jabeur       |
| Naomi Osaka      |
| Aryna Sabalenka  |
| Maria Sakkari    |
| Simona Halep     |

| RESULTADOS       | RESULTADOS       | RESULTADOS       | RESULTADOS       |
| Cuartos de final | Cuartos de final | Cuartos de final | Cuartos de final |
| ---------------- | ---------------- | ---------------- | ---------------- |
| Aryna Sabalenka  | 10               | 7                | Simona Halep     |
| Maria Sakkari    | 10               | 6                | Ons Jabeur       |
| Leylah Fernandez | 3                | 10               | Paula Badosa     |
| Naomi Osaka      | 3                | 10               | Amanda Anisimova |
| Semifinales      |                  |                  |                  |
| Maria Sakkari    | 10               | 5                | Aryna Sabalenka  |
| Paula Badosa     | 6                | 10               | Amanda Anisimova |
| Final            |                  |                  |                  |
| Maria Sakkari    | 7                | 10               | Amanda Anisimova |

## 2023: Indian Wells
Tuvo lugar el 7 de marzo en el estadio Indian Wells Tennis Garden en el marco de la celebración del Masters de Indian Wells. Por primera vez el formato fue de dobles mixtos.
| PAREJAS                                |
| -------------------------------------- |
| Maria Sakkari Stefanos Tsitsipas       |
| Paula Badosa Cameron Norrie            |
| Iga Swiatek Hubert Hurkacz             |
| Leylah Fernandez Felix Auger-Aliassime |
| Ons Jabeur Casper Ruud                 |
| Jessica Pegula Tommy Paul              |
| Aryna Sabalenka Taylor Fritz           |
| Belinda Bencic Stan Wawrinka           |

| RESULTADOS                       | RESULTADOS       | RESULTADOS       | RESULTADOS                             |
| Cuartos de final                 | Cuartos de final | Cuartos de final | Cuartos de final                       |
| -------------------------------- | ---------------- | ---------------- | -------------------------------------- |
| Maria Sakkari Stefanos Tsitsipas | 12               | 10               | Paula Badosa Cameron Norrie            |
| Iga Swiatek Hubert Hurkacz       | 10               | 6                | Leylah Fernandez Felix Auger-Aliassime |
| Ons Jabeur Casper Ruud           | 10               | 5                | Jessica Pegula Tommy Paul              |
| Aryna Sabalenka Taylor Fritz     | 10               | 4                | Belinda Bencic Stan Wawrinka           |
| Semifinales                      |                  |                  |                                        |
| Maria Sakkari Stefanos Tsitsipas | 7                | 10               | Iga Swiatek Hubert Hurkacz             |
| Ons Jabeur Casper Ruud           | 10               | 8                | Aryna Sabalenka Taylor Fritz           |
| Final                            |                  |                  |                                        |
| Aryna Sabalenka Taylor Fritz     | 10               | 8                | Iga Swiatek Hubert Hurkacz             |

## 2024: Indian Wells
Tuvo lugar el 5 de marzo en el estadio Indian Wells Tennis Garden en el marco de la celebración del Masters de Indian Wells. Por segunda edición se jugaron dobles mixtos.
| PAREJAS                         |
| ------------------------------- |
| Qinwen Zheng Frances Tiafoe     |
| Sloane Stephens Tommy Paul      |
| Emma Navarro Ben Shelton        |
| Maria Sakkari Audrey Rublev     |
| Caroline Wozniacki Holger Rune  |
| Aryna Sabalenka Taylor Fritz    |
| Paula Badosa Stefanos Tsitsipas |
| Iga Swiatek Hubert Hurkacz      |

| RESULTADOS                   | RESULTADOS       | RESULTADOS       | RESULTADOS                      |
| Cuartos de final             | Cuartos de final | Cuartos de final | Cuartos de final                |
| ---------------------------- | ---------------- | ---------------- | ------------------------------- |
| Qinwen Zheng Frances Tiafoe  | 10               | 8                | Sloane Stephens Tommy Paul      |
| Emma Navarro Ben Shelton     | 11               | 9                | Maria Sakkari Audrey Rublev     |
| Aryna Sabalenka Taylor Fritz | 7                | 10               | Caroline Wozniacki Holger Rune  |
| Iga Swiatek Hubert Hurkacz   | 2                | 10               | Paula Badosa Stefanos Tsitsipas |
| Semifinales                  |                  |                  |                                 |
| Emma Navarro Ben Shelton     | 10               | 5                | Caroline Wozniacki Holger Rune  |
| Qinwen Zheng Frances Tiafoe  | 3                | 10               | Paula Badosa Stefanos Tsitsipas |
| Final                        |                  |                  |                                 |
| Emma Navarro Ben Shelton     | 10               | 8                | Paula Badosa Stefanos Tsitsipas |

## 2025: Indian Wells
Tuvo lugar el 4 de marzo en el estadio Indian Wells Tennis Garden en el marco de la celebración del Masters de Indian Wells. Por tercera edición se jugaron dobles mixtos. 
| PAREJAS                          |
| -------------------------------- |
| Elena Rybakina Taylor Fritz      |
| Jasmine Paolini Lorenzo Musetti  |
| Madison Keys Tommy Paul          |
| Maria Sakkari Casper Ruud        |
| Iga Swiatek Hubert Hurkacz       |
| Amanda Anisimova Daniil Medvedev |
| Emma Navarro Ben Shelton         |
| Katie Boulter Alex de Miñaur     |

| RESULTADOS                       | RESULTADOS       | RESULTADOS       | RESULTADOS                      |
| Cuartos de final                 | Cuartos de final | Cuartos de final | Cuartos de final                |
| -------------------------------- | ---------------- | ---------------- | ------------------------------- |
| Iga Swiatek Hubert Hurkacz       | 10               | 6                | Jasmine Paolini Lorenzo Musetti |
| Madison Keys Tommy Paul          | 10               | 6                | Maria Sakkari Casper Ruud       |
| Amanda Anisimova Daniil Medvedev | 4                | 10               | Elena Rybakina Taylor Fritz     |
| Katie Boulter Alex de Miñaur     | 7                | 10               | Emma Navarro Ben Shelton        |
| Semifinales                      |                  |                  |                                 |
| Madison Keys Tommy Paul          | 10               | 8                | Iga Swiatek Hubert Hurkacz      |
| Emma Navarro Ben Shelton         | 6                | 10               | Elena Rybakina Taylor Fritz     |
| Final                            |                  |                  |                                 |
| Madison Keys Tommy Paul          | 4                | 10               | Elena Rybakina Taylor Fritz     |